# Ulica Grunwaldzka w Poznaniu
Ulica Grunwaldzka w Poznaniu – jedna z głównych ulic Grunwaldu w Poznaniu. Łączy centrum miasta z jego granicą.

## Historia
W 1895 uruchomiona została przy ul. Grunwaldzkiej 1 pierwsza elektrownia w Poznaniu (budynek u zbiegu z ul. Bukowską).
Komunikacja tramwajowa w ulicy Grunwaldzkiej rozpoczęła się 22 czerwca 1902. Wybudowany został wtedy tor tramwajowy od ul. Roosevelta do ul. Ułańskiej (koszary wojskowe). W 1909 dobudowany został drugi tor między ulicami Matejki i Ułańską. W 1926 przedłużono tę trasę do ul. Przybyszewskiego, w 1931 do Ostroroga, a 30 grudnia 1936 do Kasztelanów (Palacza, Osiedle Grunwaldzkie). Po odbudowie ze zniszczeń II wojny światowej, 7 czerwca 1945, uruchomiona została linia tramwajowa z Błoni Grunwaldzkich.
23 września 1921 u zbiegu z ul. Śniadeckich odbył się pierwszy publiczny wiec komunistyczny w Poznaniu prowadzony przez Zygmunta Piękniewskiego. Przybyło ok. 6 000 uczestników protestujących przeciw zbrojnej interwencji Piłsudskiego w ZSRR oraz domagających się od państwa poprawy warunków bytowych i uwolnienia więźniów politycznych.
U wylotu ulicy od 1924 Automobilklub Wielkopolski organizował ogólnopolski wyścig samochodowy i motocyklowy „Trójkąta szos” (34 km). Zawody organizowane corocznie trwały do 1927; głównym powodem przerwania imprez był zły stan nawierzchni.
W czasie Powszechnej Wystawy Krajowej w 1929 ulica była jedną z granic terenów wystawowych, obecnie przylega do niej teren MTP.
W latach 1962–1964 rozbudowana i zmodernizowana, kolejne przebudowy miały miejsce w latach 70. XX wieku oraz w 1988-1989, 1998 2009 (Grunwaldzka/Wojskowa) i 2011–2013. Obecnie na znacznej części (od skrzyżowania z ulicą Matejki do ulicy Malwowej) posiada dwie jezdnie. Prawie na całej długości (głównie po stronie południowej) biegnie wzdłuż ulicy droga rowerowa.

### Nazwy[20]
- od 1900: Kaiserin-Victoria-Strasse[d] (do ul. Jugosłowiańskiej)
- od 1909: Auguste-Victoria-Strasse[e] (do ul. Jugosłowiańskiej)
- od 15 listopada 1919[21]: ul. Grunwaldzka (całość)
- od 1939: Tannenbergstrasse[f] (do ul. Jugosłowiańskiej)
- od 1943: Oppelner Strasse (od ul. Jugosłowiańskiej w kierunku południowo-zachodnim)
- od 1946: ul. Budziszyńska (od ul. Jugosłowiańskiej w kierunku południowo-zachodnim)
- od 1950: ul. Grunwaldzka (całość)

## Obiekty przy ulicy
Od strony centrum miasta:
- Międzynarodowe Targi Poznańskie
- pomnik Tadeusza Kościuszki
- hala sportowa KS Enea Energetyk Poznań (nr 1)
- budynek dawnej elektrowni (nr 1)
- Willa Flora (nr 3)
- Collegium Heliodori Święcicki (d. Chemicum) (nr 6)
- I Liceum Ogólnokształcące im. K. Marcinkowskiego (między Grunwaldzką a Bukowską)
- kamienica (nr 7)[22][23][24]
- kamienica (nr 15)[22][23][24]
- budynek jeżyckiej straży pożarnej (nr 16a)
- dom oficerski przy ul. Szylinga – w pobliżu
- szpital przy ul. Grunwaldzkiej (nr 18, dawny Hotel Polonia)
- Oficyna Wydawnicza Wielkopolski (nr 19)
- kamienica Bolesława Richelieu (nr 20a)
- kamienica (nr 23)[22][23][24]
- zespół handlowo-mieszkaniowy (nr 29-35) (tzw. zespół Rondo)
- Osiedle Ułańskie – w pobliżu
- Kaplica ewangelicko-augsburska (nr 48)
- Kaplica I Zboru Chrześcijan Baptystów „Wspólnota Nowego Narodzenia” (nr 53)
- Park Manitiusa z Pomnikiem Zwycięstwa
- kościół św. Jana Kantego (nr 86)
- Gospoda Targowa (rozebrana)
- Abisynia
- Delpharm (nr 189; do 2021 r. GlaxoSmithKline[25], dawniej Polfa)
- biurowiec Pixel
- tory odstawcze przy pętli Budziszyńska (nieużywane od 5 listopada 2012 r.[26])
- Park ks. Feliksa Michalskiego
- cmentarz komunalny na Junikowie

## Komunikacja miejska

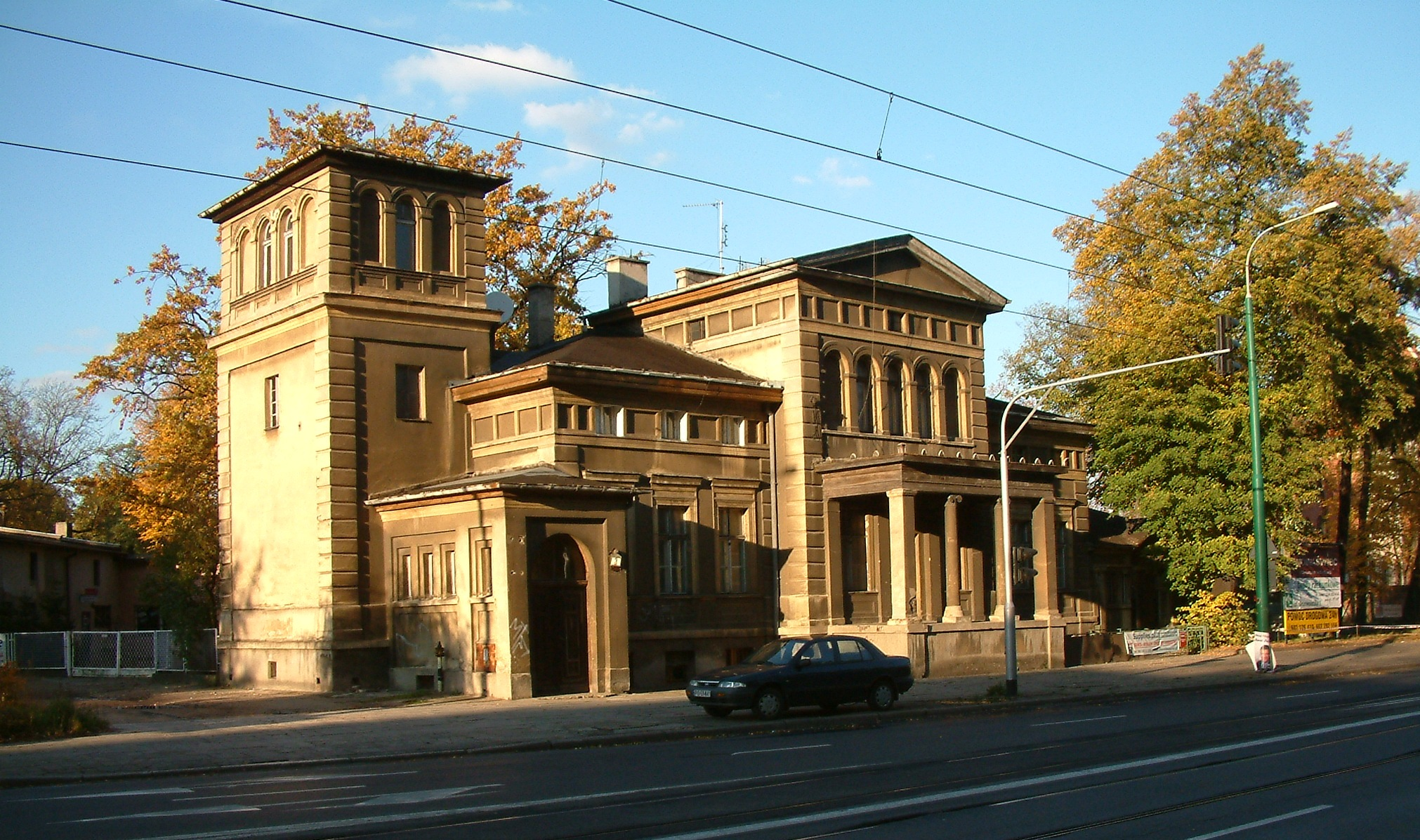
Willa Flora (2007)

Ulicą kursują następujące linie miejskiego transportu zbiorowego, obsługiwane na zlecenie Zarządu Transportu Miejskiego:
- tramwajowe[27]
  -  1 Franowo – Junikowo (pomiędzy pętlą Junikowo a rondem Jana Nowaka-Jeziorańskiego)
  - 3 Błażeja – Budziszyńska
  -  6 Junikowo – Miłostowo[g]
  -  15 Junikowo – Połabska

- autobusowe dzienne[27]
  -  193 Górczyn – Osiedle Sobieskiego
  -  716 Junikowo – Głuchowo/Stawna[h] (linia podmiejska)

- autobusowe nocne[28]
  -  214 Junikowo[i] – Radojewo (pomiędzy pętlą Junikowo a ulicą Matejki)
  -  224 Boranta – Junikowo Stacja[j] (pomiędzy pętlą Junikowo a ulicą Matejki)
  -  257 Dopiewo/Dworzec kolejowy[k] – Junikowo (pomiędzy pętlą Junikowo a ulicą Malwową)